# 鄉村俱樂部莊園 (喬治亞州)
鄉村俱樂部莊園（英語：Country Club Estates）是位於美國喬治亞州格林縣的一個人口普查指定地區。

## 地理
鄉村俱樂部莊園的座標為31°12′41″N 81°28′07″W / 31.21139°N 81.46861°W，而該地最高點為海拔高度4米（即12英尺）。

## 人口
根據2010年美國人口普查的數據，鄉村俱樂部莊園的面積為12.30平方千米，當中陸地面積為12.00平方千米，而水域面積為0.30平方千米。當地共有人口8545人，而人口密度為每平方千米694人。